# Lorenzo Silva
Lorenzo Manuel Silva Amador (Madrid, 7 de junio de 1966) es un escritor español conocido por sus novelas policíacas, que protagonizan los guardias civiles Rubén Bevilacqua y Virginia Chamorro.

## Biografía
Nació en el barrio madrileño de Carabanchel; estudió Derecho en la Universidad Complutense de Madrid y ejerció como abogado de empresa en Unión Fenosa (1992-2002).
Ha escrito numerosos relatos, artículos y ensayos literarios, así como varias novelas, que le han valido reconocimiento internacional. Una de ellas, El alquimista impaciente, obtuvo en 2000 el Premio Nadal; fue la segunda en la que aparecían los que quizá sean sus personajes más conocidos, la pareja de la Guardia Civil formada por el sargento Rubén Bevilacqua y la agente Virginia Chamorro. Otra de sus obras, La flaqueza del bolchevique, que ya había sido finalista del Nadal en 1997, fue adaptada al cine por el director Manuel Martín Cuenca. En 2010 fue nombrado Guardia Civil Honorario por su contribución a la imagen del Cuerpo; Silva, en una ocasión, firmó ejemplares de sus obras en un acuartelamiento del Instituto Armado. En 2012, La marca del meridiano le valió el Premio Planeta.
En 2012, junto a Noemí Trujillo, puso en marcha el sello editorial Playa de Akaba, en el que han publicado algunos libros en colaboración.
Además de sus novelas, Silva tiene numerosos libros de no ficción, así como obras destinadas a jóvenes.
En 2023, publica la novela Púa, la historia de un librero que, convocado por un amigo enfermo que desea alejar a su hija de un gran peligro, debe regresar a su pasado como agente secreto, una vida que juró no volver a tener.

## Obra

### Narrativa
- Noviembre sin violetas (1995, Ediciones Libertarias)
- La sustancia interior (1996, Huerga & Fierro)
- La flaqueza del bolchevique (1997, Destino), finalista del Premio Nadal, 1.ª novela de la "Trilogía de la nostalgia".
- El ángel oculto (1999, Destino), 2.ª novela de la "Trilogía de la nostalgia".
- El urinario (1999, Pre-Textos), 3.ª novela de la "Trilogía de la nostalgia".
- El nombre de los nuestros (2001, Destino)
- La isla del fin de la suerte (2001, Círculo de Lectores)
- El déspota adolescente (2003, Destino), libro de 18 relatos
- Carta blanca (2004, Espasa), Premio Primavera de Novela
- Muerte en el reality show (2007, Rey Lear)
- El blog del inquisidor (2008, Destino)
- Niños feroces (2011, Destino)
- El hombre que destruía las ilusiones de los niños (2013, Tagus), libro de 21 relatos
- Historia de una piltrafa (2014, Turpial), libro de 3 relatos
- Música para feos (2015, Destino)
- Nada sucio (2016, Menoscuarto), coescrito con Noemí Trujillo
- Todo por amor (2016, Destino), libro de 103 relatos
- Recordarán tu nombre (2017, Destino)
- Y te irás de aquí (2020, Destino), bajo el seudónimo de Patricia Kal
- Castellano (2021, Destino)
- Nadie por delante (2022, Destino), libro de 42 relatos
- Púa (2023, Destino)

Serie Bevilacqua y Chamorro
1. El lejano país de los estanques (1998, Destino), Premio Ojo Crítico
2. El alquimista impaciente (2000, Destino), Premio Nadal
3. La niebla y la doncella (2002, Destino)
4. Nadie vale más que otro (2004, Destino), libro de 4 relatos
5. La reina sin espejo (2005, Destino)
6. La estrategia del agua (2010, Destino)
7. La marca del meridiano (2012, Planeta), Premio Planeta
8. Los cuerpos extraños (2014, Destino)
9. Donde los escorpiones (2016, Destino)
10. Tantos lobos (2017, Destino), libro de 4 relatos
11. Lejos del corazón (2018, Destino)
12. El mal de Corcira (2020, Destino)
13. La llama de Focea (2022, Destino)
14. Las fuerzas contrarias (2025, Destino)

- Una pésima idea (2021), relato corto

Serie Manuela Mauri
Serie de novelas coescritas con Noemí Trujillo.
1. Si esto es una mujer (2019, Destino)
2. La forja de una rebelde (2022, Destino)
3. La innombrable (2024, Destino)

### Narrativa infantil y juvenil
- Algún día, cuando pueda llevarte a Varsovia (1997, Anaya), 1.ª novela de la "Trilogía de Getafe".
- El cazador del desierto (1998, Anaya), 2.ª novela de la "Trilogía de Getafe".
- La lluvia de París (2000, Anaya), 3.ª novela de la "Trilogía de Getafe".
- Laura y el corazón de las cosas (2002, Destino)
- Los amores lunáticos (2002, Anaya)
- Pablo y los malos (2006, Destino), coescrito con Violeta Monreal
- La isla del tesoro (2007, EDAF), adaptación de Robert Louis Stevenson
- Mi primer libro sobre Albéniz (2008, Anaya)
- Albéniz, el pianista aventurero (2008, Anaya)
- El videojuego al revés (2009, San Pablo)
- Suad (2013, San Pablo), coescrito con Noemí Trujillo

### No ficción
- Viajes escritos y escritos viajeros (2000, Anaya)
- Del Rif al Yebala. Viaje al sueño y la pesadilla de Marruecos (2001, Destino)
- Líneas de sombra. Historias de criminales y policías (2005, Destino)
- En tierra extraña, en tierra propia. Anotaciones de viaje (2006, La Esfera de los Libros)
- Y al final, la guerra. La aventura de los soldados españoles en Irak (2006, La Esfera de los Libros), coescrito con Luis Miguel Francisco
- El Derecho en la obra de Kafka (2008, Rey Lear)
- La flaqueza del bolchevique (2008, Lagartos de Cine), guion cinematográfico y otros textos, coescrito con Manuel Martín Cuenca
- Sereno en el peligro. La aventura histórica de la Guardia Civil (2010, Algaba-EDAF), Premio Algaba
- El misterio y la voz (2011, Destino)
- Los trabajos y los días (2012, Libros.com)
- Todo suena (2012, Clínica Universidad de Navarra)
- Siete ciudades en África: Historia del Marruecos español (2013, Fundación José Manuel Lara)
- Sangre, sudor y paz: La Guardia Civil contra ETA (2017, Ediciones Península), coescrito con Manuel Sánchez Corbí
- Ahí fuera (2018, Destino), reportajes
- Donde uno cae (2019, Destino), recopilación de 500 artículos publicados entre 2009 y 2019 en la sección Vidas.zip del diario El Mundo
- Diario de la alarma (2020, Destino)

## Premios y reconocimientos
- 1997 - Finalista del Premio Nadal por La flaqueza del bolchevique.[4]
- 1998 - Premio Ojo Crítico de Radio Nacional de España por El lejano país de los estanques.[4]
- 2000 - Premio Nadal por El alquimista impaciente.[5]
- 2004 - Premio Primavera de Novela por Carta Blanca.[4]
- 2010 - Premio Algaba por Sereno en el peligro. La aventura histórica de la Guardia Civil.[4]
- 2010 - Guardia civil Honorario por su contribución a la imagen del Cuerpo.[6][7]
- 2012 - Premio Planeta por La marca del meridiano.[8][9]
- 2017 - Gran Cruz de la Orden del Dos de Mayo.[10]
- 2017 - Premio CEDRO por su compromiso en la defensa de los derechos de autor.[4]
- 2019 - Premio González Ledesma del festival Valencia Negra por su trayectoria.[11]
- 2021 - Premio de las Letras del Ateneo de Valencia, por su trayectoria literaria.[12]
- 2023 - Premio Antonio de Sancha.[13]
- 2025 - Premio de periodismo Ciudad de Cáceres.[14]
- 2025 - Premio a la mejor novela del festival Valencia Negra por Las fuerzas contrarias.[15]